# Krupka (obwód homelski)
Krupka (biał. Крупка; ros. Крупка, Krupka) – wieś na Białorusi, w obwodzie homelskim, w rejonie lelczyckim, w sielsowiecie Bujnowicze.

## Historia
W okresie międzywojennym w miejscu współczesnej wsi znajdowały się chutory Krupoja i Ozierec.